# Аграрен университет
Аграрният университет е висше училище в гр. Пловдив, България, специализирано в обучението и професионалната подготовка на кадри в областта на агрономията.

## История
Началото на висшето агрономическо образование в България се поставя през 1921 г. в София с откриването на Агрономически факултет към Софийския университет.
С Указ на регентския съвет от 4 август 1945 г., публикуван в ДВ от 20 август 1945 г., в Пловдив е разкрит университет с два факултета – медицински и агрономо-лесовъден, а през 1950 г. се създава самостоятелен Висш селскостопански институт „Васил Коларов“, който е единствен по рода си в България и Югоизточна Европа. В него тогава работят 7 професори, 9 доценти, 26 асистенти, от които 5 доктори. Сред преподавателския състав са утвърдени и доказани учени с международна известност като професорите Христо Даскалов, Павел Попов и др. В института са обособени три факултета – агрономически, технологически и лозаро-градинарски, с добре окомплектовани катедри, лаборатории и помощни звена – учебно-опитна база, библиотека и др.
Паралелно в София функционира и Висш селскостопански институт „Георги Димитров“, но впоследствие, с постановление № 3 на МС от 1977 г., ВСИ – Пловдив се определя като единствено висше училище, подготвящо кадри за земеделието в България.
Висшият селскостопански институт навлиза в нов етап на своето развитие. Променени са учебните планове и програми в съответствие с изискванията за подготовка на агрономи по полевъдство, лозаро-градинарство, растителна защита, тропично и субтропично земеделие, утвърждава се следдипломната специализация. Разнообразяват се и се обогатяват формите на учебна дейност, разширява се и се модернизира материално-техническата база. Увеличава се броят и се повишава квалификацията на преподавателския състав. До 1989 г. са подготвени и защитени 104 кандидатски и 34 докторски дисертации. През 1984 г. в института вече работят 58 професори, 69 доценти и 118 нехабилитирани преподаватели (23-ма са доктори на науките, а 138 – кандидати на науките). Отчетени са високи научни постижения в областта на биологическата, химическата, физико-математическата и селскостопанската наука.
След успешна акредитация през ноември 2000 г. Висшият селскостопански институт е преобразуван в Аграрен университет – Пловдив (АУ) с Решение на XXXVIII народно събрание на Република България, прието на 10 април 2001 г.
В Аграрния университет работят 219 преподаватели, от които 106 хабилитирани (професори и доценти).
От създаването на Аграрния университет дипломи за завършено висше образование са получили повече от 30 000 агрономи, инженери, еколози и икономисти, от които над 3000 са чуждестранни граждани от 76 страни.

## Факултети
В Аграрния университет са обособени четири факултета – по агрономство, лозаро-градинарство, растителна защита и агроекология, икономика.

### Факултет по агрономство
Факултетът по агрономство „Св. Димитър Солунски“ е основан през 1945 г., с което се полагат основите на Аграрния университет.
Факултетът предлага висококвалифицирано теоретично и практическо обучение, осигуряващо професионална реализация в условията на пазарното селскостопанско производство.
През 2015 г. ОКС „бакалавър“ в направление Растениевъдство е акредитирана от Националната агенция за оценяване и акредитация за срок от 6 години с най-висока оценка сред сродните университети в страната.
В структурата му са включени 7 катедри:
1. Ботаника и агрометеорология[4]
2. Генетика и селекция[5]
3. Земеделие и хербология[6]
4. Животновъдни науки[7]
5. Растениевъдство[8]
6. Агрохимия и почвознание[9]
7. Физиология на растенията и биохимия[10]

Обучението на студентите се осъществява от преподавателски състав с високо ниво на квалификация. Общият брой на преподавателите е 68, от които 42 са хабилитирани. Учебният процес се провежда от 13 професори, 29 доценти, 17 главни асистенти и 9 асистенти. От тях с научна степен „Доктор на науките“ са 3 и „Доктор“ – 56.
В образователно-квалификационна степен „бакалавър“ обучението се провежда по специалностите:
- Агрономство /Полевъдство/ – редовно и задочно обучение;
- Зооинженерство – редовно и задочно обучение;
- Агрономство /Растителни биотехнологии/ – редовно обучение;
- Растителна биология – редовно обучение;
- Селекция и семепроизводство – редовно и задочно обучение;
- Агробизнес – редовно обучение.

Във Факултета по агрономство са дипломирани над 12 000 агрономи, 350 агрономи-селекционери, 140 зооинженери, 70 агрономи по поливно земеделие и 45 агрономи растителни биотехнолози. Значителен е и броят на обучаваните студенти в новите специалности: Растителна биология – 106 студенти, Селекция и семепроизводство – 162 студенти и специалност Агробизнес – 66 студенти.
Установени са дългогодишни традиции в подготовката на български и чуждестранни докторанти. Броят на обучаваните и защитили български докторанти е над 100. Чуждестранните докторанти са от над 30 страни като Бенин, Виетнам, Гвинея, Гърция, Египет, Етиопия, Йемен, Ирак, Кипър, Куба, Нигерия, Полша, Сирия, Словакия, Судан, Уругвай, Чехия и др.

### Факултет по лозаро-градинарство
Във факултета по лозаро-градинарство обучението се провежда в 5 специалности: Агрономство (Лозаро-градинарство), Агрономство (Тропично и субтропично земеделие), Агрономство – Хидромелиорации, Аграрно инженерство и Агрономство (Декоративно градинарство). От основаването си във Факултета са обучени над 10 000 студенти в специалност Лозаро-градинарство, над 2000 студенти в специалност Агрономство (Тропично и субтропично земеделие), над 400 студенти в специалност Аграрно инженерство.

### Факултет по растителна защита и агроекология
Факултетът по растителна защита и агроекология е създаден през 1983 година. Обучението на студентите се провежда в четири специалности: Растителна защита, Екология и опазване на околната среда, Агролесовъдни системи и планинско земеделие и Биологично земеделие. От основаването на Факултета са завършили или продължават обучението си 3791 студенти в специалност Растителна защита; 1187 студенти – Екология и опазване на околната среда; 141 студенти – Агролесовъдни системи и планинско земеделие; 105 студенти – специалност Биологично земеделие.

### Факултет по икономика
Факултетът по икономика е основан през 1995 г. със специалността Аграрна икономика, за да отговори на специфичните потребности на агробизнеса. Три години по-късно в него е разкрита и специалността Аграрен туризъм. От основаването на Факултета са обучени общо 4139 студенти, от които по специалност Аграрна икономика – 2959, Аграрен туризъм – 1017 и Управление на регионалното развитие – 163.

## Ректори
1. Акад. Христо Даскалов (1950 – 1954)
2. Акад. Павел Попов (1954 – 1962)
3. Чл.-кор. проф. Минчо Кондарев (1962 – 1966)
4. Проф. Тодор Матев (1966 – 1973)
5. Проф. Цвятко Петков (1973 – 1974; 1979 – 1987)
6. Проф. Иван Ранчев (1974 – 1979)
7. Проф. Киро Костов (1987 – 1991)
8. Проф. Димитър Брайков (1991 – 1995)
9. Доц. Георги Москов (1995 – 1999)
10. Чл.-кор. проф. Йорданка Кузманова (1999 – 2007)
11. Проф. Димитър Греков (2007 – 2015)
12. Проф. Христина Янчева (2016 – 2024)
13. Доц. Боряна Иванова (2024 – )

## Факултети
- Факултет Агрономство
- Лозаро-градинарство
- Растителна защита
- Икономика